# 奇派什·陶马劳
奇派什·陶马劳（匈牙利語：Csipes Tamara，1989年8月24日—），生于布达佩斯，是一名匈牙利皮划艇运动员。她从21世纪00年代后期开始参加比赛。她的教练是其父亲奇派什·费伦茨。

## 运动生涯
奇派什参加过多届世界锦标赛和欧洲锦标赛。她在世锦赛上共收获8枚金牌（双人皮艇1000米：2010、2018；四人皮艇500米：2010、2019；单人皮艇1000米：2011、2019；单人皮艇5000米：2011；双人皮艇500米：2014）和1枚银牌（单人皮艇1000米：2014）。她也参加了2019年欧洲运动会，获得了女子四人皮艇500米的金牌。
2011年，奇派什获选为匈牙利年度最佳女运动员奖，她的父亲同时也获得了年度最佳教练奖。
2015年8月，奇派什由于没有通过兴奋剂检测，被禁赛四个月。翌年，她参加了巴西里约热内卢举办的第31届夏季奥运，最终获得四人皮艇500米的冠军。2021年，她參加在日本東京舉行的第32屆夏季奧運，獲得四人皮艇500米冠軍和單人皮艇500米季軍。